# Еврейское квадратное письмо
Евре́йское квадра́тное письмо́ (ивр. כתב מרובע‎, кетав меруба) — один из видов еврейского шрифта, в отличие от рукописного письма, шрифта Раши, а также древнего, палеоеврейского письма. Является общепринятым вариантом еврейского алфавита, используемым как печатный шрифт в иврите, идише и еврейско-арабском языке, а также для переписывания священных еврейских текстов.
Для уточнения произношения квадратное письмо дополняется точками и линиями. Огласовки еврейского алфавита называются никуд (ивр. ניקוד‎). К этому следует прибавить «теамим» (ивр. טעמים‎) — систему интонационных знаков, разработанную масоретами Тверии (Тиберии) в VI—VII веках для сохранения правильного произношения Танаха — древнееврейского текста Ветхого Завета.

## Развитие
Происхождение еврейского квадратного письма прослеживается от имперского арамейского шрифта; начиная с VIII века до н. э. арамейский язык и письменность являлись средством международной переписки и общения на Ближнем Востоке. Наиболее ранние из известных примеров использования этого письма для иврита относятся к третьему веку до н. э. (некоторые из Кумранских свитков), к первому веку до н. э. новый шрифт почти полностью вытеснил палеоеврейское письмо. Специалист по восточным языкам Фрэнк Мур Кросс (англ. Frank Moore Cross) выделяет три этапа развития еврейского квадратного письма из арамейского письма: архаический период (275—150 до н. э.), хасмонейский период (150-30 до н. э.) и иродианский период (до 70 н. э.) На протяжении этих этапов шрифт стал более единообразным, утеряв разницу в размере букв, их расположении относительно линии и оттенении разных элементов букв. В иродианский период квадратный еврейский шрифт был унифицирован и с тех пор не испытал существенных изменений. Талмуд приписывает введение арамейского («ассирийского») письма Ездре, принесшему его из вавилонского плена.

## Варианты
С развитием еврейской диаспоры постепенно складывались местные варианты (стили) квадратного письма. Основные типы квадратного письма:
- Египетский вариант
- Вавилонский вариант
- Персидский вариант
- Йеменский вариант
- Западный (магрибский) вариант
- Испанский (сефардский) вариант
- Греческий вариант
- Итальянский вариант
- Французский вариант
- Ашкеназский вариант
- Караимский вариант

## Другие еврейские образцы письма
- Еврейское рукописное письмо
- Шрифт Раши